# Кас Морган
Малори Кас (на английски: Mallory Kass) е американска писателка на бестселъри в жанра научна фантастика. Пише под псевдонима Кас Морган (на английски: Kass Morgan).

## Биография и творчество
Малори Кас е родена на 21 юли 1984 г. в Ню Йорк, САЩ, в семейството на Сам Кас и Марсия Блум. Има брат. Отраства в Бруклин, а когато е десетгодишна семейството ѝ се премества в Санта Моника, Калифорния. Завършва с бакалавърска степен по английска филология университета „Браун“ в Провидънс. В университета са запалва по готическите романи. Получава магистърска степен по английска литература от 19 век от Оксфордския университет. След дипломирането си работи като редактор на детска и младежка литература в издателство „Scholastic“ в Ню Йорк.
Първият ѝ роман „Стоте“ от едноименната постапокалиптична поредица е публикуван през 2013 г. В далечното бъдеще малка част от оцелялото от ядрена война човечество живее при драконови условия и закони на космически кораби извън планетата. Сто непълнолетни нарушители на порядките са изпратени на самоубийствена мисия на потънала в разруха планета, където никой не е стъпвал от векове. Те не са герои, но могат да бъдат последната надежда на човечеството. Романът става международен бестселър. От 2014 г. по него е екранизиран в успешния телевизионен сериал с участието на Елиза Тейлър, Хенри Йън Кюзик, Боб Морли, и др.
Малори Кас живее в Бруклин, Ню Йорк.

## Произведения

### Серия „Стоте“ (100)
1. The 100 (2013)
Стоте, изд.: ИК „Ибис“, София (2018), прев. Мариана Христова
2. Day 21 (2014)
Ден 21, изд.: ИК „Ибис“, София (2018), прев. Коста Сивов
3. Homecoming (2015)
Стоте, изд.: ИК „Ибис“, София (2020), прев. Габриела Кожухарова
4. Rebellion (2016)

### Серия „Светлинни години“ (Light Years)
1. Light Years (2018)
2. Untitled Light Years Book Two (2019)

### Участие в общи серии

#### Серия „Клюкарката“ (Kindle Worlds: Gossip Girl)
* It's the End of the World and I Love It (2013)
от серията има още 6 романа от различни автори

### Сборници
- Meet Cute (2018) – с Дженифър Армстроут, Сона Чарайпотра, Дониеле Клейтън, Кейти Кодунго, Джоселин Дейвис, Нина Лакур, Емири Лорд, Катрин Макгей, Джули Мърфи, Мередит Русо, Сара Шепард и Никола Юн

### Екранизации
- 2014 – 2018 Стоте, The 100 – ТВ сериал, 71 епизода, по книгата